# Ponte dell'Ammiraglio
Il ponte dell'Ammiraglio è un ponte a dodici arcate di epoca arabo-normanna visibile dall'attuale corso dei Mille a Palermo, dal 2015 Patrimonio dell'umanità protetto dall'UNESCO come parte della Palermo arabo-normanna.

## Storia
Fu completato intorno al 1131 per volere di Giorgio d'Antiochia, ammiraglio del re Ruggero II, un anno dopo la nascita del Regno di Sicilia, per collegare la città (divenuta capitale) ai giardini posti al di là del fiume Oreto. Rappresenta per la vasta piazza, denominata Scaffa, un monumento simbolo del collegamento tra il centro della città e la zona periferica di Brancaccio.
L'uso degli archi molto acuti caratteristici permetteva al ponte di sopportare carichi elevatissimi; interessante anche l'apertura d'archi minori tra le spalle di quelli grandi per alleggerire la struttura e la pressione del fiume sottostante. Il ponte infatti resistette senza problemi persino alla terribile Alluvione di Palermo del febbraio 1931.
Il 27 maggio dell'anno 1860, nel corso della spedizione dei Mille, Garibaldi proprio su questo ponte e nella vicina via di Porta Termini si scontrò con le truppe dei Borboni, lì schierate perché il ponte era un ingresso nella città per chi veniva da mezzogiorno: Garibaldi proveniva infatti dal Monte Grifone, e precisamente dalla frazione di Gibilrossa. Lo scontro al ponte dell'Ammiraglio provocò l'insurrezione di Palermo.
Oggigiorno sotto gli archi del ponte normanno non scorre più il fiume perché il suo corso è stato deviato, a causa dei suoi continui straripamenti, consentendo l'allargamento del Corso dei Mille. Sotto il ponte dell'Ammiraglio oggi si trova un giardino, con attorno viali alberati, agavi e altre varietà di piante grasse.